# Іван Шиян

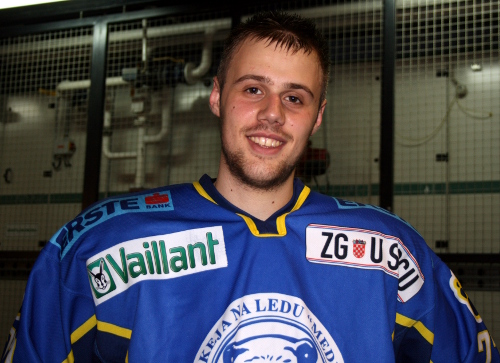
Іван Шиян у складі «Медвещака»

І́ван Ши́ян (хорв. Ivan Šijan; народився 2 червня 1990, Загреб, Хорватія) — хорватський хокеїст, правий крайній нападник. Наразі виступає за «Медвещак» (Загреб). У складі національної збірної Хорватії учасник кваліфікаційного турніру до зимових Олімпійських ігор 2010. У складі молодіжної збірної Хорватії учасник чемпіонатів світу 2007 (дивізіон II), 2008 (дивізіон II), 2009 (дивізіон II) і 2010 (дивізіон I). У складі юніорської збірної Хорватії учасник чемпіонатів світу 2006 (дивізіон II), 2007 (дивізіон II) і 2008 (дивізіон II).
Виступав за «Медвещак» (Загреб).